# 巴勒斯坦鎮區 (愛荷華州斯托里縣)
巴勒斯坦鎮區（英語：Palestine Township）是位於美國愛荷華州斯托里縣的一個行政鎮區。

## 地方資料
根據2010年美國人口普查的數據，巴勒斯坦鎮區的面積為94.08平方千米，當中陸地面積為94.08平方千米，而水域面積為0.00平方千米。當地共有人口5793人，而人口密度為每平方千米61.58人。